# Claude Dielna
Claude Dielna, né le 14 décembre 1987 à Clichy, est un footballeur français. Il joue au poste de défenseur avec les Ħamrun Spartans.

## Biographie
Claude Dielna est formé jusqu'en 2006 au Stade Malherbe de Caen, au même titre que ses cousins, Ronald Zubar et Stéphane Zubar.
Claude signe son premier contrat professionnel de deux saisons en juillet 2006 avec le FC Lorient de Christian Gourcuff. Mais ne réussissant pas à percer, lorsque son contrat arrive à échéance en juin 2008, il n'est pas reconduit.
Il s'engage donc avec le FC Istres, avec lequel il monte immédiatement en Ligue 2, réalisant une saison pleine avec 32 matchs disputés en National.
Après trois saisons pleines en Ligue 2, il s'engage le 28 mai 2012 avec le club grec de l'Olympiakos Le Pirée pour une durée de trois ans. Le 27 août 2012, il est prêté sans option d'achat au CS Sedan-Ardennes. Lors de l'été 2013, il est de nouveau prêté en France, cette fois à l'AC Ajaccio, rejoignant alors son cousin Ronald Zubar.
Sans avoir joué un seul match sous le maillot de l'Olympiakos, il rejoint, libre, Sheffield Wednesday le 30 août 2014.
Le 26 février 2016, il est prêté au ŠK Slovan Bratislava, où il prolonge à la fin de la saison.

## Palmarès
- Champion de Malte en 2021 avec le Ħamrun Spartans FC
- Champion de National en 2009 avec le FC Istres
- Vainqueur de la Coupe de la Ligue roumaine en 2017 avec le Dinamo Bucarest